# Facebook監督委員会
Facebook監督委員会（フェイスブックかんとくいいんかい、英語: Facebook Oversight Board）は、FacebookやInstagramなどアメリカのFacebook社が提供・運営するソーシャル・ネットワーキング・サービス（SNS）のグローバル・プラットフォームにおける、モデレーションに関する判断・決定を行う機関である。
特に、アカウント停止やコンテンツ削除についての異議申し立てを扱い、Facebook社は、このモデレーションに関する判断・決定については、（法令に違反しない限り、）必ず従う義務を負う。
他に、「コミュニティ規定」を含む規定の改定など、Facebook社の方針について勧告する権限も有し、Facebook社は、この規定や方針に関する勧告については、従わないことも可能だが、その場合、その理由を公表して説明する義務を負う。
2018年にマーク・ザッカーバーグによって提唱され、2020年5月6日に初期メンバー（委員）20人が発表された。

## メンバー

### 共同議長
4名
- ジャマール・グリーン（コロンビア大ロー・スクール教授／スティーブンス最高裁判事やハリス上院議員の補佐など／タリブ・クウェリの実弟）
- マイケル・W・マコーネル（英語版）（スタンフォード大ロー・スクール教授／フーヴァー戦争・革命・平和研究所フェロー／元控訴裁判事）
- ヘレ・トーニング＝シュミット（元デンマーク首相）
- カタリナ・ボテロ＝マリノ（英語版）（元米州機構米州人権委員会（英語版）表現の自由特別報告者（英語版））

### 委員
16名
- タワックル・カルマン（ノーベル平和賞受賞者／イエメンの人権活動家）
- アラン・ラスブリッジャー（ライト・ライブリフッド賞受賞者／元『ガーディアン』編集長）
- パメラ・S・カーラン（英語版）（スタンフォード大ロー・スクール教授／元司法省訟務局（英語版）局次長・選挙権担当）
- ニガット・ダッド（英語版）（パキスタンの弁護士／インターネット・アクティビスト／ITセキュリティの専門家）
- ロナウド・レモス（英語版、ポルトガル語版）（知的財産権の専門家／リオデジャネイロ州立大ロー・スクール教授）
- アンドラーシュ・シャイオ（英語版、ハンガリー語版）(ハンガリーの法学者／中央ヨーロッパ大教授／元欧州人権裁判事)
- マイナ・キアイ（英語版）（ケニアの人権活動家／HRW Alliances & Partnerships program長／元国連人権理集会結社の自由特別報告者（英語版））
- スディール・クリシュナスワミ（英語版）（インド国立法科大副学長）
- キャサリン・チェン（Katherine Chen／台湾国立政治大学教授／「メディアコンテンツの影響」「選挙におけるソーシャルメディア」等を研究）
- エヴリン・アスワド（Evelyn Aswad／オクラホマ大学カレッジ・オブ・ロー教授／元国務省人権・難民室長／アメリカの弁護士）
- ジョン・サンプルズ（John Samples／ケイトー研究所副所長／ケイトー研究所Center for Representative Governmentセンター長）
- ニコラス・スゾール（Nicolas Suzor／クインズランド工科大ロースクール教授／インターネットやソーシャルネットワークのガバナンス等を研究）
- ジュリー・オワノ（Julie Owono／TSF（英語版、フランス語版）常任理事／ハーバード大バークマン・センターフェロー／GNI（英語版）理事）
- エンディ・バユミ（Endy Bayuni／ジャカルタ・ポスト（英語版、インドネシア語版）編集主幹・役員）
- Afia Asantewaa Asare-Kyei（オープン・ソサイエティ・イニシアティヴ・フォー・ウェスト・アフリカ（英語版）プログラム・マネージャー）
- Emi Palmor（イスラエルの弁護士／元司法省総局長／元検事／エイブラハム・イニシアティヴス（英語版）Champion of Shared Society受賞者）